# Orbigny (Indre i Loira)
Orbigny és un municipi francès, situat al departament de l'Indre i Loira i a la regió de Centre – Vall del Loira. L'any 2007 tenia 750 habitants.

## Demografia

### Població
El 2007 la població de fet d'Orbigny era de 750 persones. Hi havia 331 famílies, de les quals 100 eren unipersonals (44 homes vivint sols i 56 dones vivint soles), 139 parelles sense fills, 72 parelles amb fills i 20 famílies monoparentals amb fills.
La població ha evolucionat segons el següent gràfic:
Habitants censats

### Habitatges
El 2007 hi havia 416 habitatges, 337 eren l'habitatge principal de la família, 55 eren segones residències i 24 estaven desocupats. 401 eren cases i 10 eren apartaments. Dels 337 habitatges principals, 229 estaven ocupats pels seus propietaris, 98 estaven llogats i ocupats pels llogaters i 10 estaven cedits a títol gratuït; 3 tenien una cambra, 13 en tenien dues, 68 en tenien tres, 106 en tenien quatre i 147 en tenien cinc o més. 272 habitatges disposaven pel capbaix d'una plaça de pàrquing. A 163 habitatges hi havia un automòbil i a 129 n'hi havia dos o més.

### Piràmide de població
La piràmide de població per edats i sexe el 2009 era:
| Homes | Edats   | Dones |
| ----- | ------- | ----- |
| 0     | 95 o +  | 0     |
| 0     | 90 a 94 | 8     |
| 8     | 85 a 89 | 8     |
| 20    | 80 a 84 | 4     |
| 12    | 75 a 79 | 20    |
| 44    | 70 a 74 | 24    |
| 32    | 65 a 69 | 24    |
| 20    | 60 a 64 | 24    |
| 16    | 55 a 59 | 32    |
| 8     | 50 a 54 | 20    |
| 24    | 45 a 49 | 16    |
| 24    | 40 a 44 | 24    |
| 40    | 35 a 39 | 12    |
| 40    | 30 a 34 | 28    |
| 8     | 25 a 29 | 24    |
| 12    | 20 a 24 | 8     |
| 16    | 15 a 19 | 8     |
| 20    | 10 a 14 | 12    |
| 16    | 5 a 9   | 20    |
| 12    | 0 a 4   | 32    |

## Economia
El 2007 la població en edat de treballar era de 416 persones, 293 eren actives i 123 eren inactives. De les 293 persones actives 268 estaven ocupades (149 homes i 119 dones) i 26 estaven aturades (8 homes i 18 dones). De les 123 persones inactives 62 estaven jubilades, 26 estaven estudiant i 35 estaven classificades com a «altres inactius».

### Ingressos
El 2009 a Orbigny hi havia 331 unitats fiscals que integraven 740,5 persones, la mediana anual d'ingressos fiscals per persona era de 15.205 €.

### Activitats econòmiques
Dels 32  establiments que hi havia el 2007, 1 era d'una empresa extractiva, 1 d'una empresa alimentària, 3 d'empreses de fabricació d'altres productes industrials, 4 d'empreses de construcció, 10 d'empreses de comerç i reparació d'automòbils, 2 d'empreses de transport, 1 d'una empresa d'informació i comunicació, 4 d'empreses immobiliàries, 2 d'empreses de serveis, 1 d'una entitat de l'administració pública i 3 d'empreses classificades com a «altres activitats de serveis».
Dels 10 establiments de servei als particulars que hi havia el 2009, 1 era una oficina de correu, 2 tallers de reparació d'automòbils i de material agrícola, 1 paleta, 2 guixaires pintors, 1 electricista, 1 perruqueria, 1 restaurant i 1 agència immobiliària.
Dels 3 establiments comercials que hi havia el 2009, 1 era una botiga de més de 120 m², 1 una botiga de menys de 120 m² i 1 una fleca.
L'any 2000 a Orbigny hi havia 46 explotacions agrícoles que ocupaven un total de 3.100 hectàrees.

## Equipaments sanitaris i escolars
El 2009 hi havia una escola elemental integrada dins d'un grup escolar amb les comunes properes formant una escola dispersa.

## Poblacions més properes
El següent diagrama mostra les poblacions més properes.